# 施洛斯格拉本河 (伊格爾斯巴赫河支流)
49°09′44″N 10°50′31″E / 49.16212°N 10.84191°E
施洛斯格拉本河是德國的河流，位於該國東南部，由巴伐利亞負責管轄，屬於伊格爾斯巴赫河的左支流，河道全長0.5公里，發源自阿布斯貝格。